# 道場北
道場北（どうじょうきた）は、千葉県千葉市中央区にある町名。1丁目と2丁目からなる。郵便番号は260-0006。

## 地理
千葉市中央区の北部に位置しており、中央区祐光、道場北町、貝塚町、道場南、院内と隣接する。

## 歴史

### 沿革
- 1971年（昭和46年）3月1日 - 住居表示実施に伴い、道場北町および院内町の一部が道場北1～2丁目となる[2]。
- 1992年（平成4年）4月1日 - 千葉市が政令指定都市へ移行し、中央区の一部となる。

## 世帯数と人口
2021年（令和3年）3月末現在の世帯数と人口は以下の通りである。
| 町丁  | 世帯数  | 人口    |
| ----- | ------- | ------- |
| 1丁目 | 901世帯 | 1,382人 |
| 2丁目 | 620世帯 | 995人   |

## 小・中学校の学区
市立小・中学校に通う場合、学区は以下の通りとなる。
|      | 小学校             | 中学校             |
| ---- | ------------------ | ------------------ |
| 全域 | 千葉市立院内小学校 | 千葉市立椿森中学校 |

## 交通
- 国道51号
- 都市計画道路西千葉駅前稲荷町線

## 施設
- 千葉聖心高等学校
- 千葉女子専門学校